# Proteuxoa amathodes
Proteuxoa amathodes là một loài bướm đêm trong họ Noctuidae.